# Real Cofradía de Nuestro Padre Jesús Nazareno y María Santísima de la Soledad (Astorga)
La Real Cofradía de Nuestro Padre Jesús Nazareno y María Santísima de la Soledad es una cofradía católica de la ciudad de Astorga, España. Fue fundada en 1674 y tiene su sede en la iglesia de Santa Colomba.

## Historia
Fue fundada el 28 de enero de 1674 por 33 personas en el antiguo convento de San Dictino, que fue su sede hasta el siglo XVIII, cuando en 1751 se construyó una capilla propia, la que en el siglo XIX se convertiría en la iglesia de Santa Colomba de Puerta de Rey. Se conoce dicha fecha de fundación gracias al Libro de Acuerdos y Ordenanzas, uno de los documentos recuperados tras la destrucción de su documentación por los franceses durante la Guerra de la Independencia. En el libro, además de las ordenanzas, se recoge el recorrido de la procesión de Nuestro Padre Jesús Nazareno camino del Calvario.
A principios del siglo XIX se produjo un proceso de reactivación y entre 1815 y 1829 se encargaron una serie de obras que conformarían la procesión de la cofradía en la mañana de Viernes Santo. A principios del siglo XX, Obispado y Ayuntamiento reorganizaron la Semana Santa y establecieron un orden de procesiones; en el caso de la cofradía, el Viernes Santo por la mañana saldría la procesión del Encuentro y ese mismo día, por la noche, la procesión de la Soledad. En los años 1990 la cofradía participó del resurgimiento de la Semana Santa astorgana, con el inicio de la restauración de las imágenes y la adquisición de nuevos tronos. En 1997, Juan Carlos I aceptó el cargo de Hermano Mayor Honorario de la cofradía, y en 2002 esta añadió el título de Real a su nombre.

## Emblema

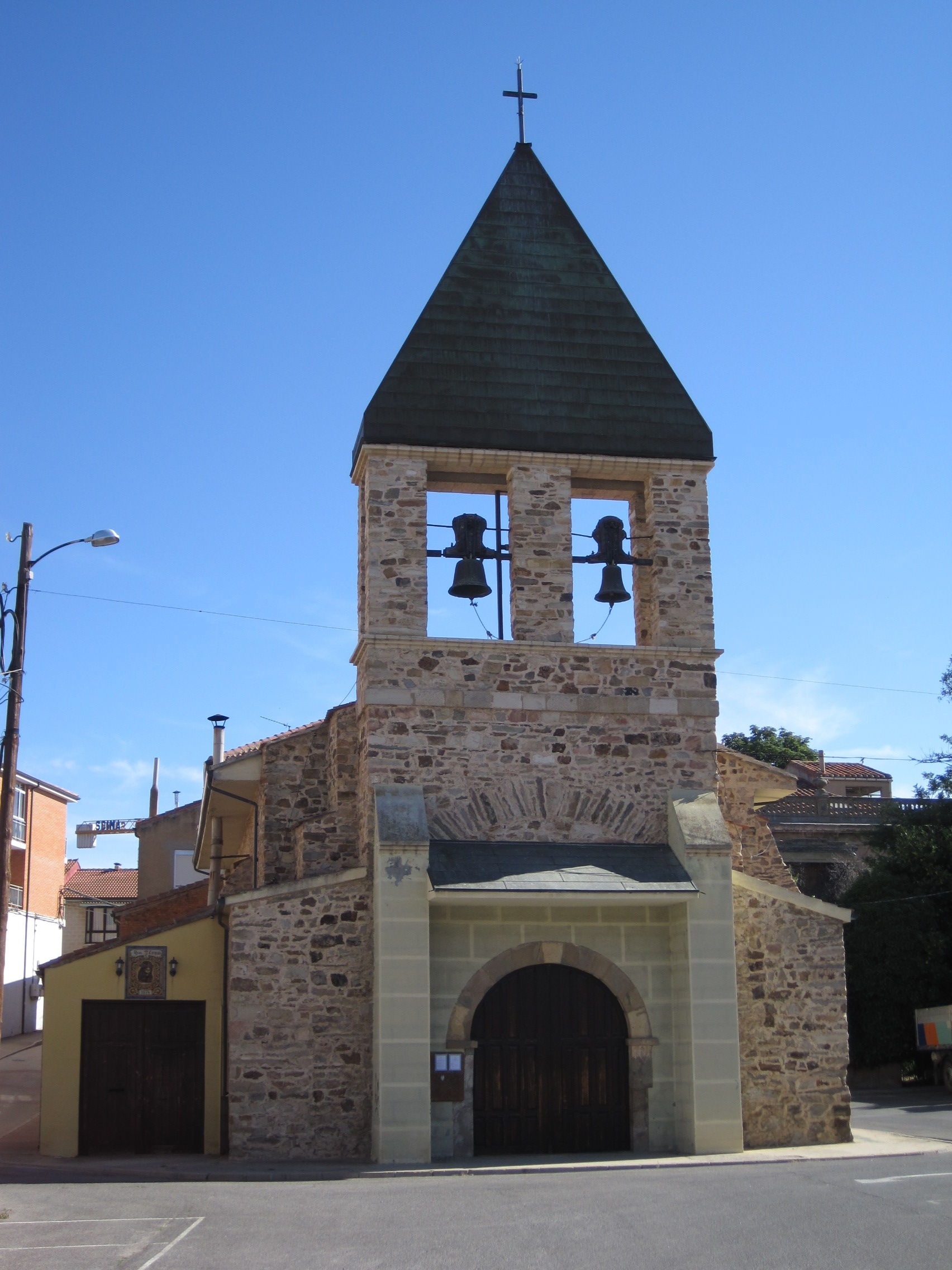
Iglesia de Santa Colomba de Puerta de Rey

El emblema está formado por un anagrama con representación de cruz inclinada de color verde con sudario blanco, rodeada de herradura de color oro con Corona Real.

## Indumentaria
El hábito se compone de una túnica negra, cíngulo blanco y verdugo negro con el emblema de la cofradía. Los cargos directivos y capataces llevan también capa negra. Se acompaña de corbata negra, guantes negros, camisa blanca, pantalón, zapatos y calcetines negros.

## Actos y procesiones
La cofradía participa en las siguientes procesiones:
- Martes Santo: Vía crucis organizado por la Junta Profomento de la Semana Santa. Las distintas cofradías se concentran en el centro de la ciudad para ir en procesión conjunta hasta la Catedral, donde se celebra el vía crucis. La cofradía procesiona el paso de La Farola.
- Viernes Santo: Procesión del Encuentro. En ella se celebra el encuentro de la Virgen Dolorosa con Jesús Nazareno en la plaza Mayor, previa carrera de San Juanín. Sale la procesión con los pasos Lágrimas de San Pedro, Flagelación de Cristo, Coronación de Espinas, Presentación de Jesús al Pueblo, Jesús Camino del Calvario, Preparativos de la Crucifixión, San Juan Evangelista, La Verónica y la Virgen de los Dolores.
- Viernes Santo: Procesión de la Soledad. Sale con los pasos de La Cruz Verde, La Farola, San Juan Evangelista y María Santísima de la Soledad.

## Pasos
La cofradía procesiona los siguientes pasos:
- Jesús Camino del Calvario: obra anónima de 1815, está realizada en madera policromada, con pelo natural y concebida como talla de vestir. Le acompañan dos figuras, Simón y un judío, obra de Francisco López de 1826-1827. Es pujado por 80 braceros.
- María Santísima de la Soledad: obra anónima del último tercio del siglo XVII. Se trata de una talla de vestir de cabeza y manos, realizada en madera policromada. Es pujado por 100 braceros.
- Virgen de los Dolores: obra anónima de finales del siglo XVIII o comienzos del XIX, está realizada en madera policromada. Es pujado por 30 braceros.
- Flagelación de Cristo: realizado por Lorenzo Martínez en 1833, está compuesto por tres figuras, el Ecce Homo y dos sayones, realizadas en madera policromada. Es pujado por 24 braceros.

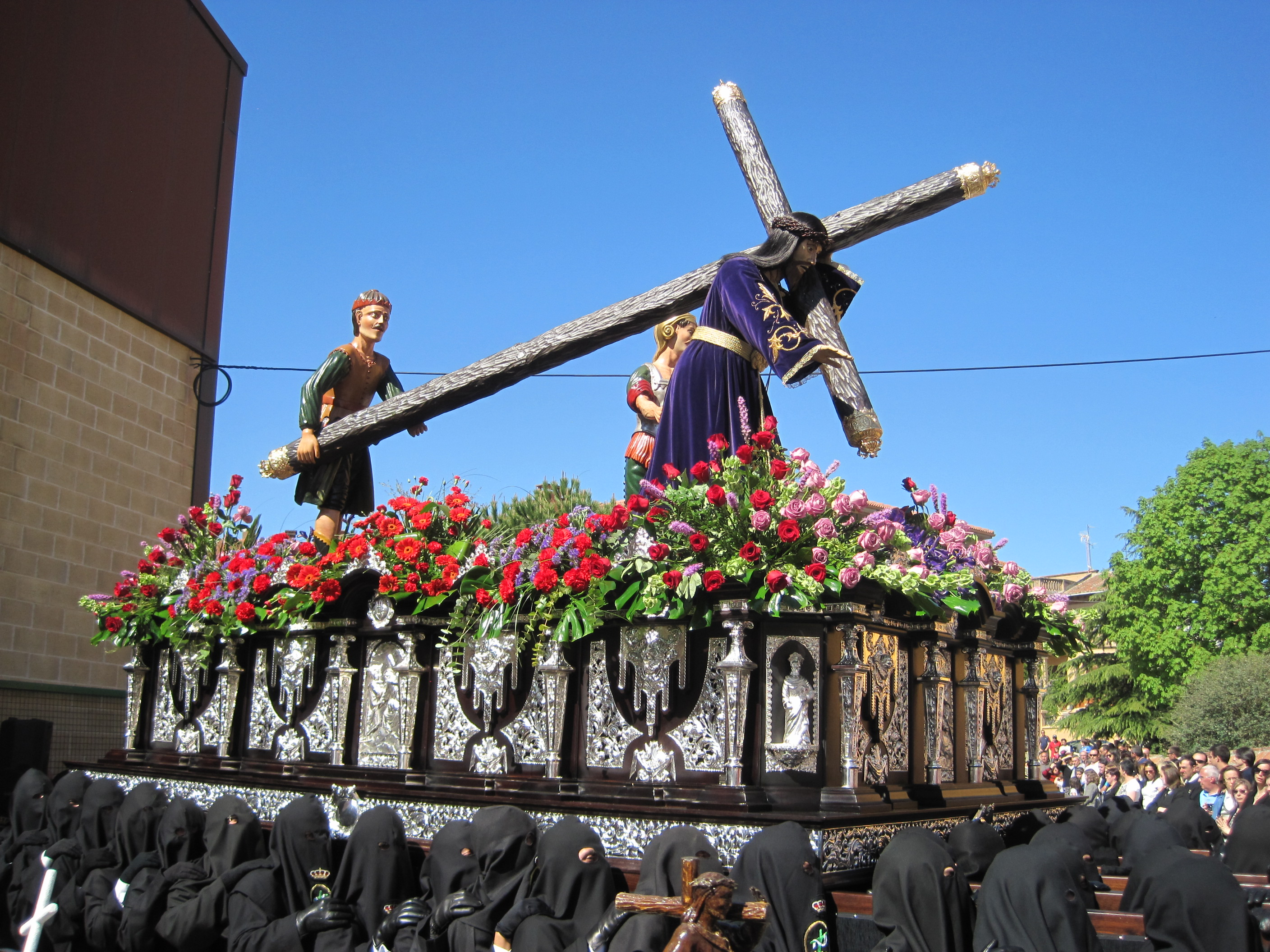
Jesús Camino del Calvario
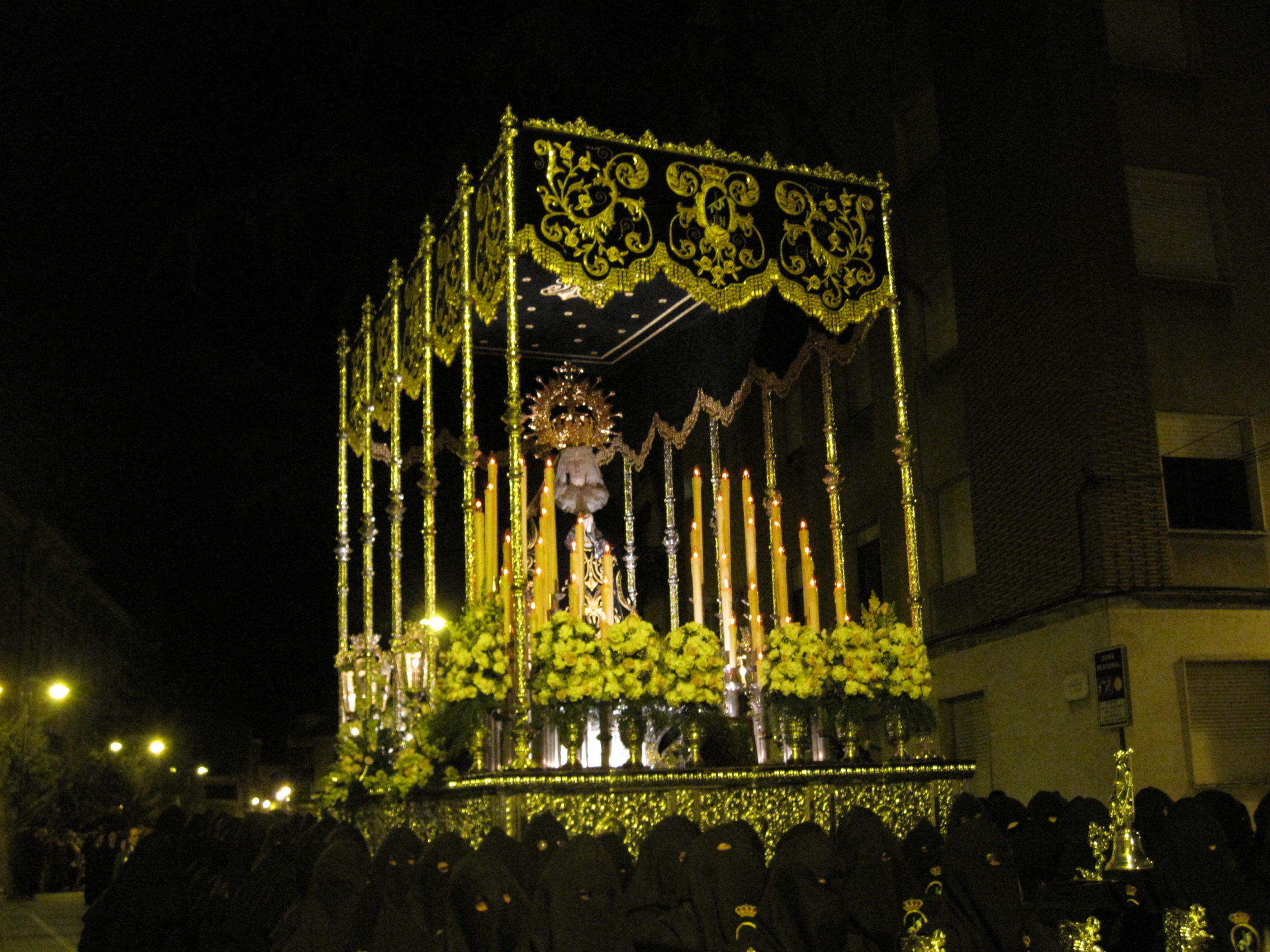
María Santísima de la Soledad
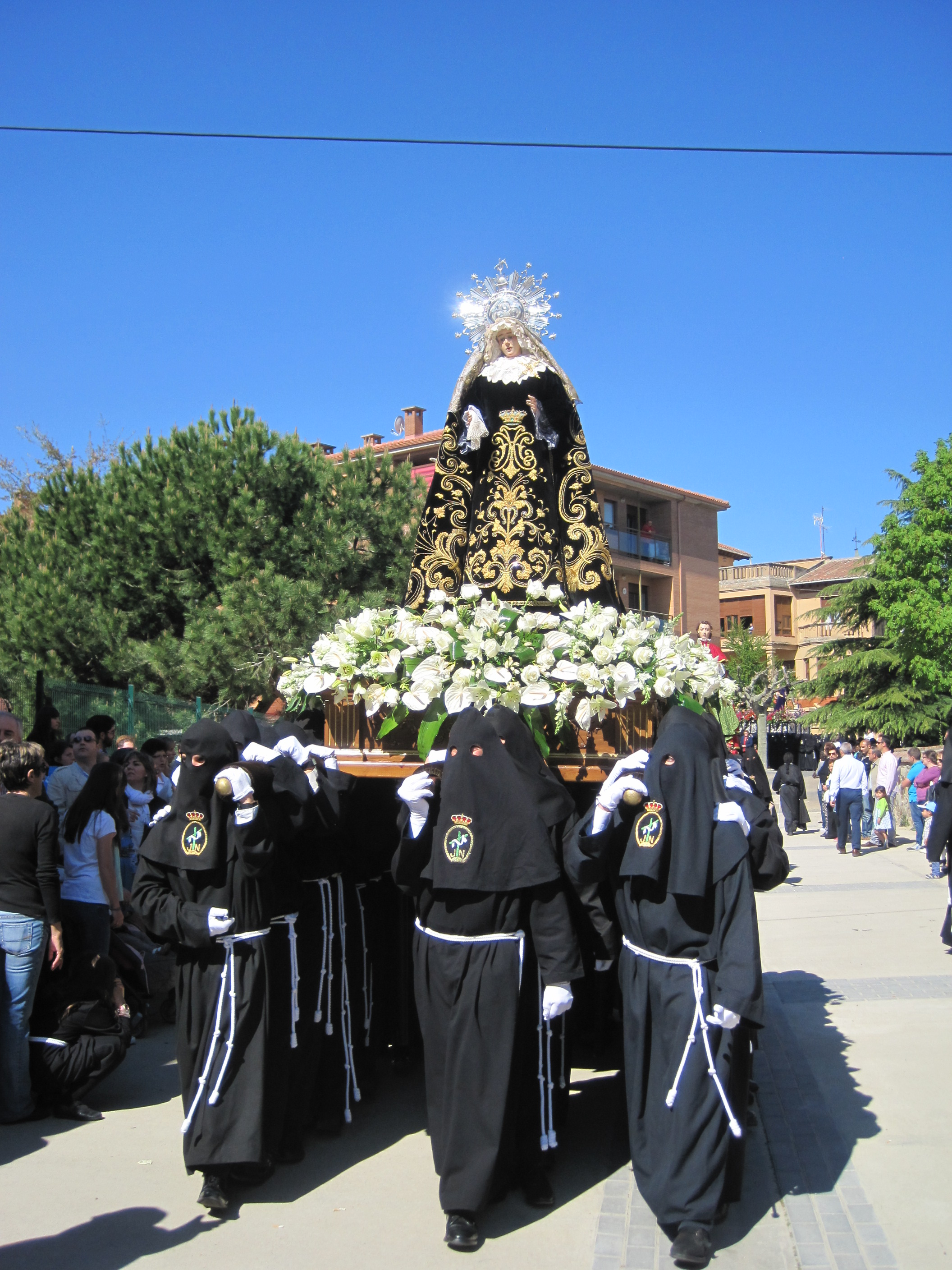
Virgen de los Dolores
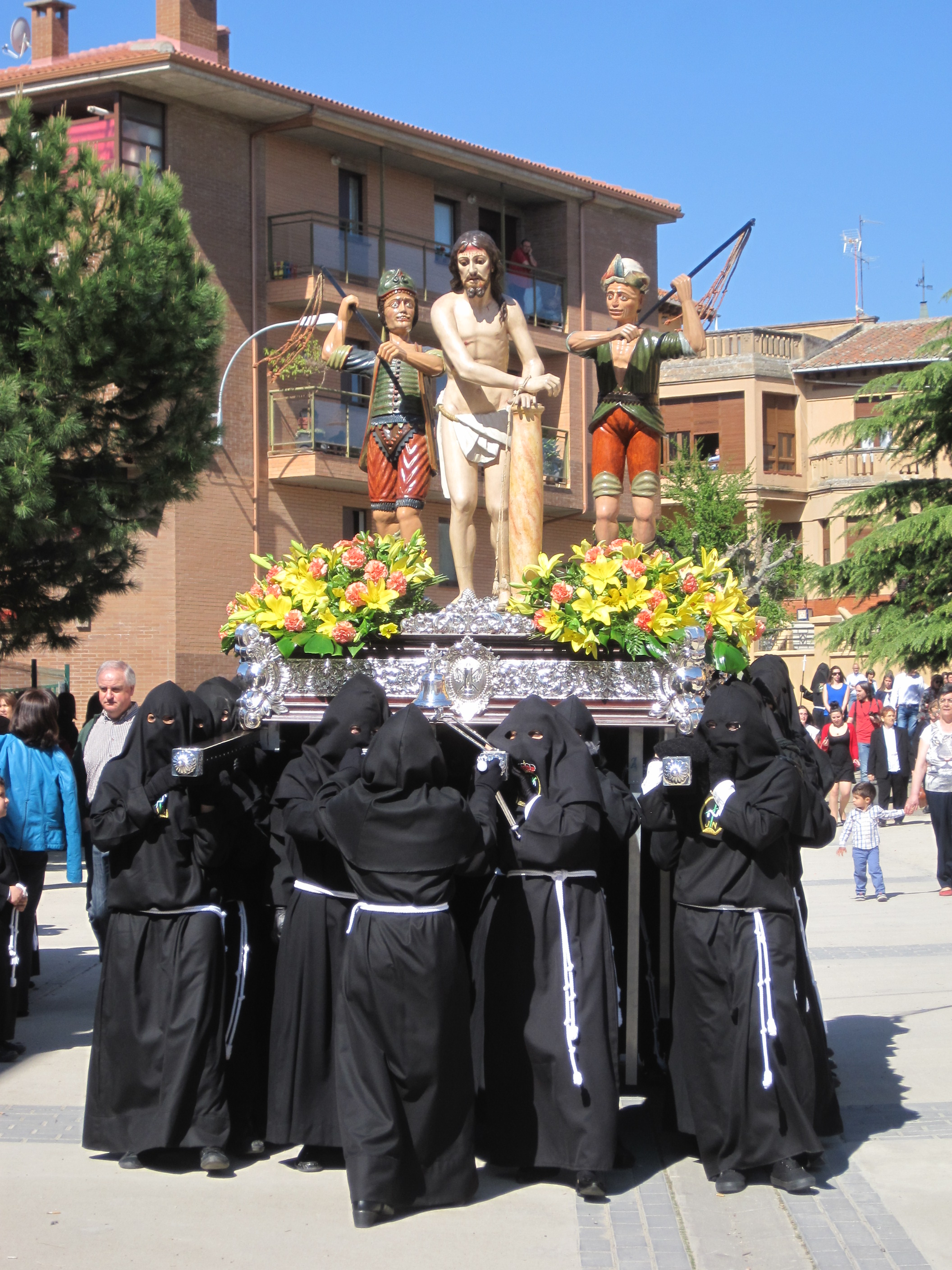
Flagelación de Cristo

- Coronación de Espinas: obra de Lorenzo Martínez de 1839, consta de cuatro figuras, el Ecce Homo y tres sayones, realizadas en madera policromada. Es pujado por 24 braceros.
- Presentación de Jesús al Pueblo: realizado por Lorenzo Martínez en 1833, consta de un Ecce Homo y las figuras de Pilatos y su sirvienta. Están realizadas en madera policromada; además, el Ecce Homo es talla de vestir, con pelo natural. Es pujado por 24 braceros.
- La Verónica: obra anónima del primer tercio del siglo XVII, está realizada en madera policromada y es talla de vestir. Es pujado por 30 braceras.
- San Juan Evangelista: realizado por Francisco López de Astorga en 1823. De madera policromada, es talla de vestir. Es pujado por 4 braceros (Viernes Santo por la mañana) o 30 braceras (Viernes Santo por la noche).

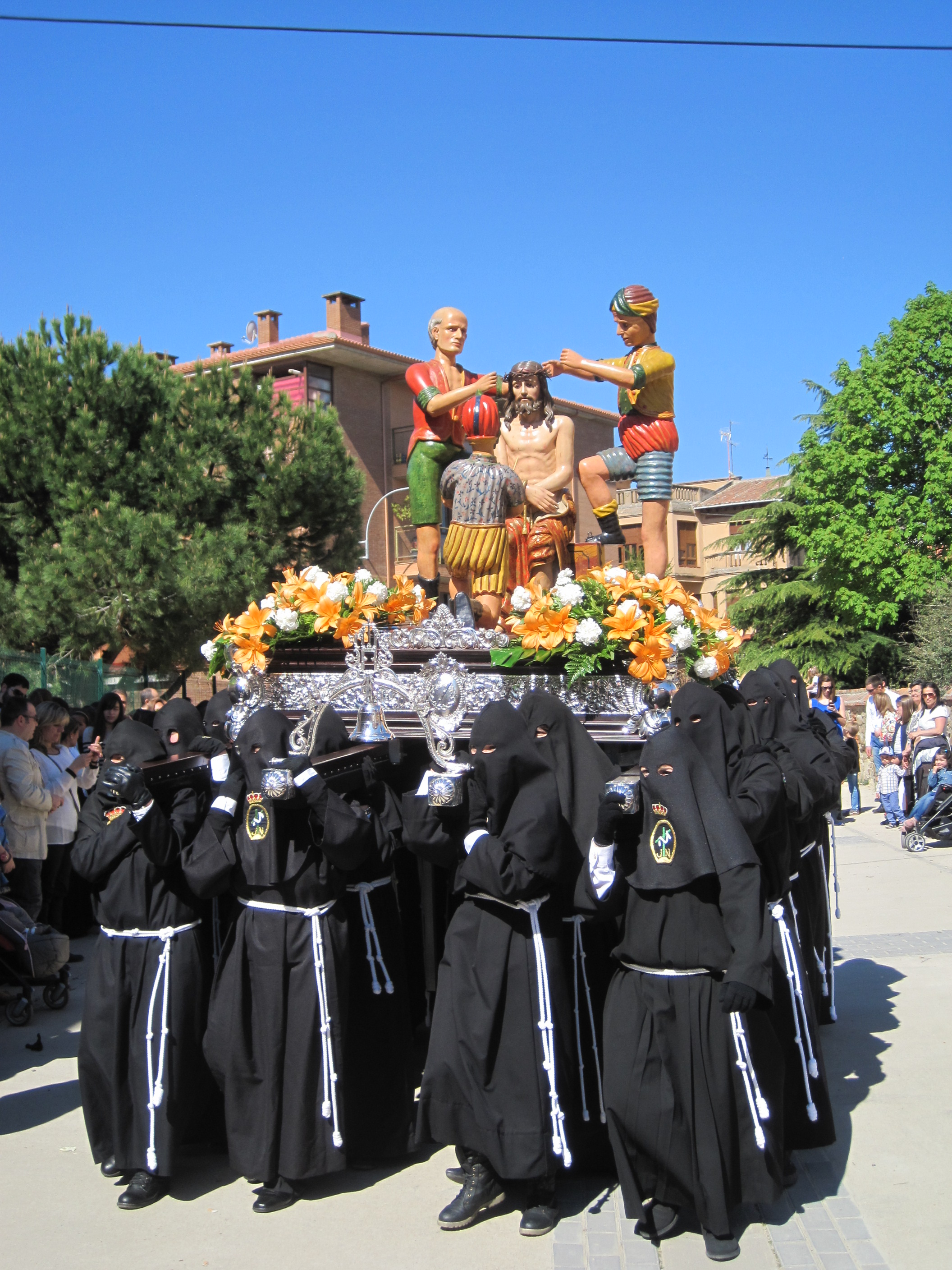
Coronación de Espinas
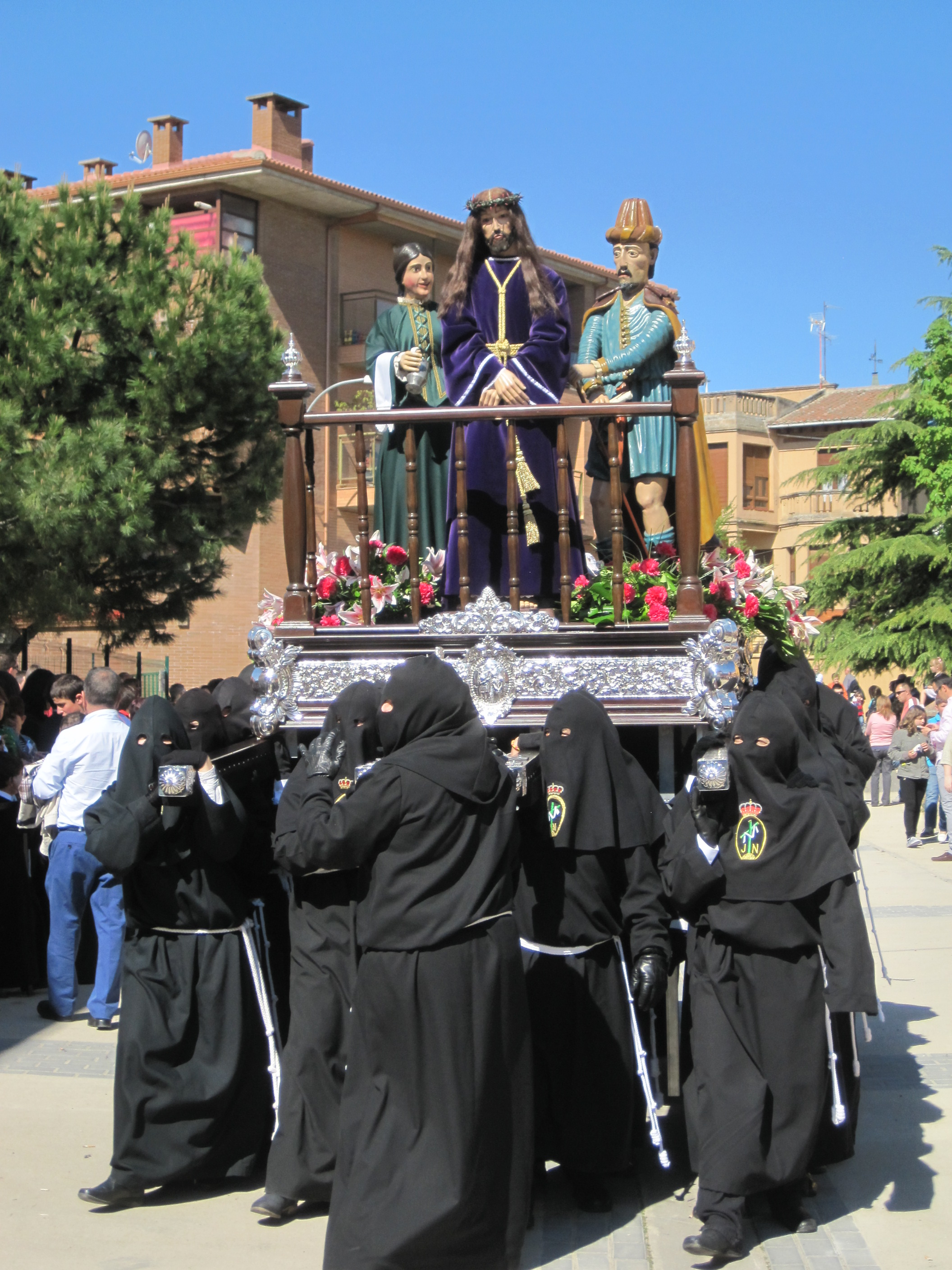
Presentación de Jesús al Pueblo
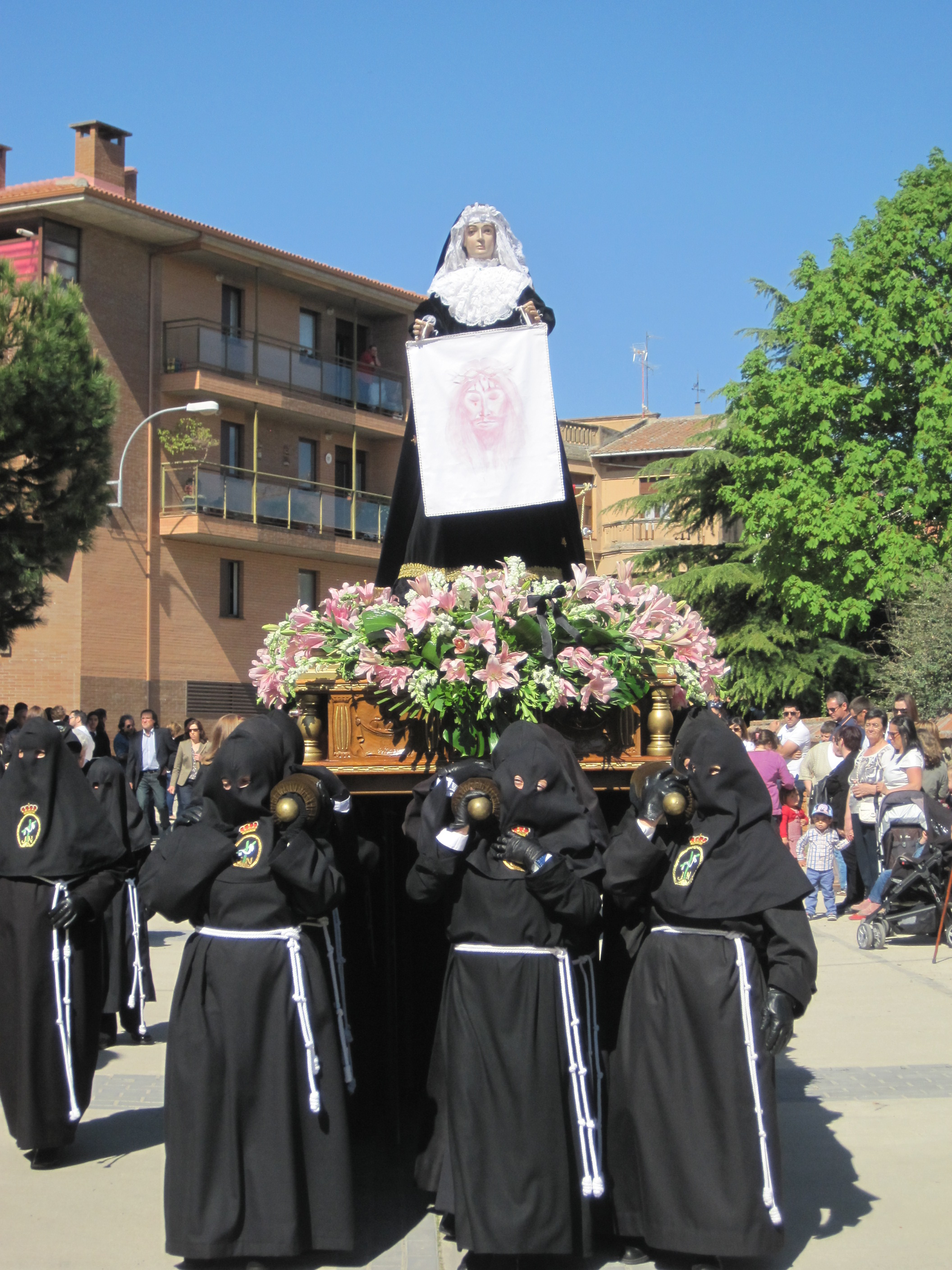
La Verónica
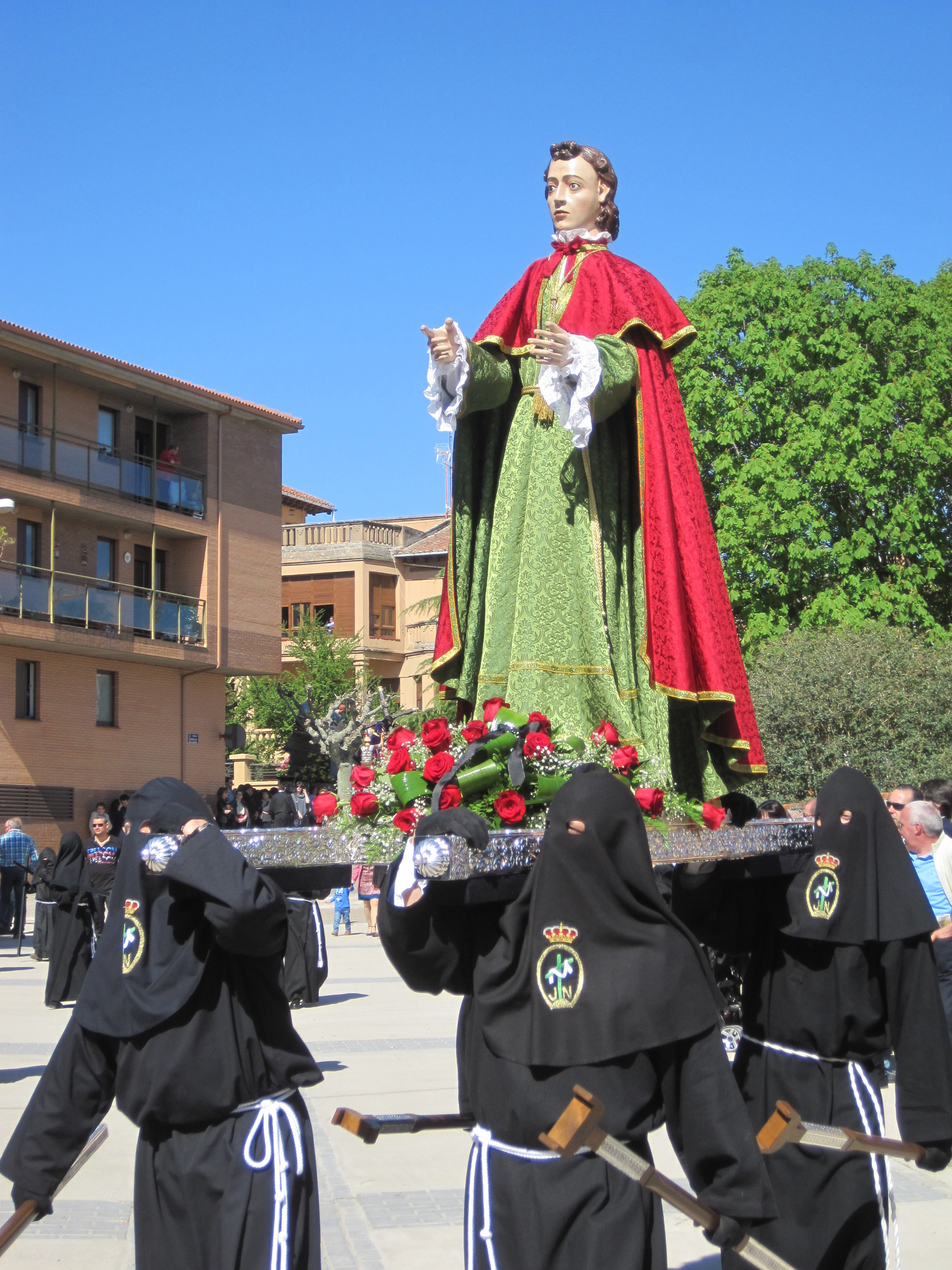
San Juan Evangelista

- Lágrimas de San Pedro: obra de Pedro Corral de 1853-1857, está realizada en madera policromada. Es pujado por 30 braceras.
- Preparativos de la Crucifixión, apodado El Reventón: realizado en Valencia en los talleres de José Romero Tena en 1923. De madera policromada, cuenta con las figuras de Cristo, tres sayones, Caifás, San Juan y la Virgen María. Es pujado por 60 braceros. Es propiedad de la Junta Profomento de la Semana Santa de Astorga.
- La Farola: obra hecha en Zaragoza en los talleres de L. Quintana, 1909, está realizada en vidrio emplomado y policromado, con motivos alegóricos de la Pasión de Cristo. Es pujado por 50 braceros.
- La Cruz Verde: realizada en los talleres de Ramón Orovio en 2013, está hecha en madera lacada en color verde y orfebrería repujada. Es pujada por 34 braceras.

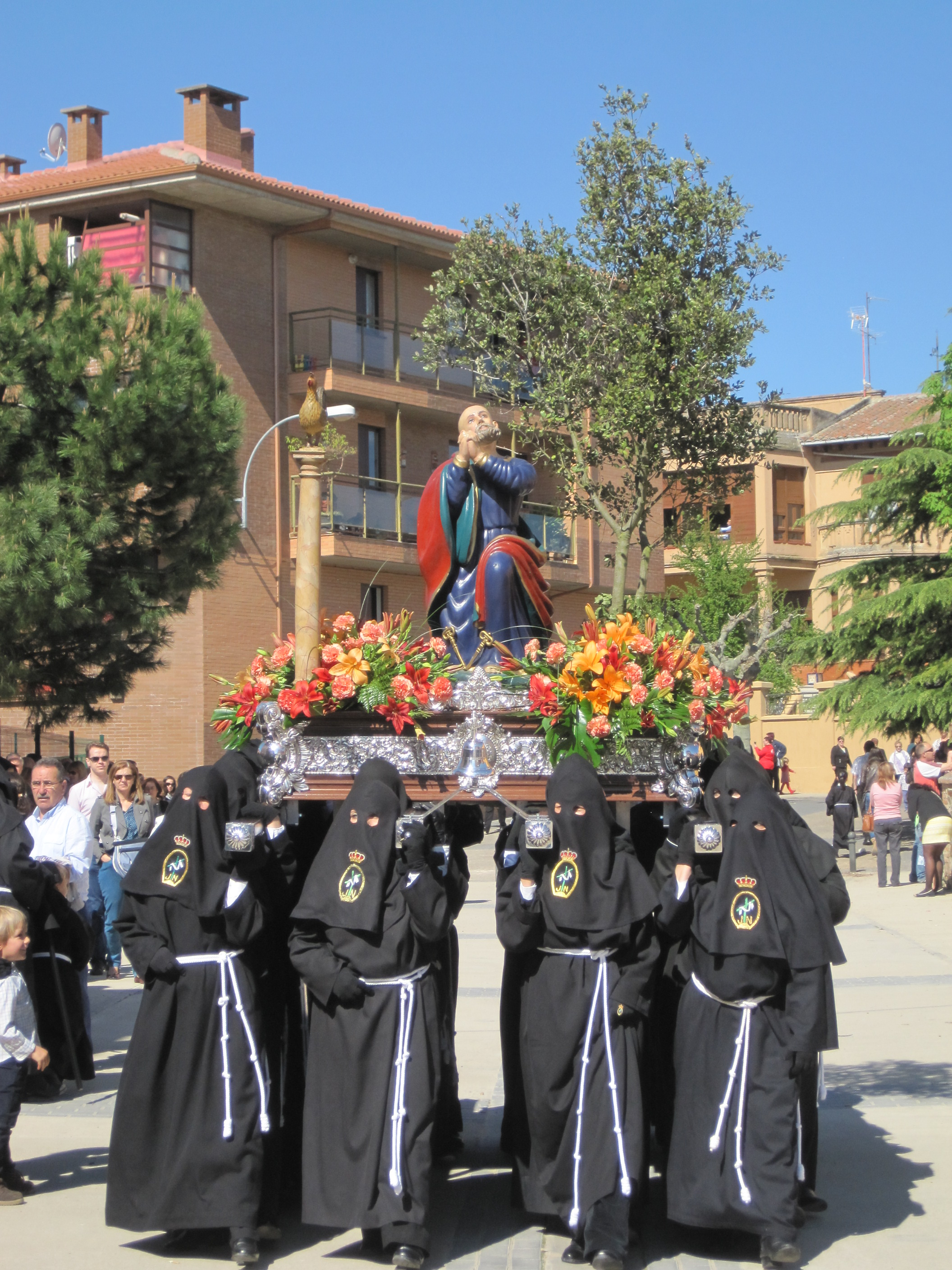
Lágrimas de San Pedro
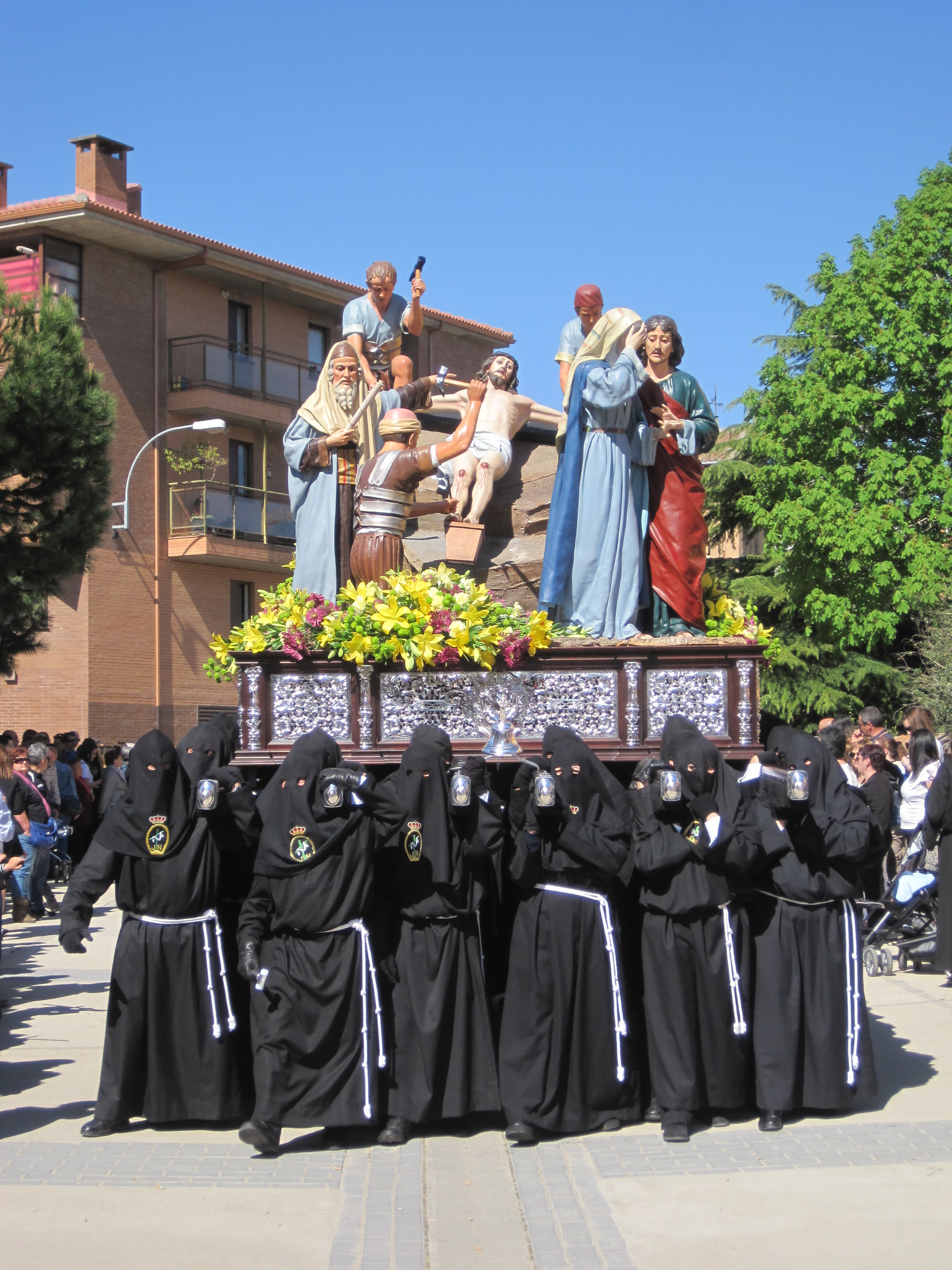
Preparativos de la Crucifixión
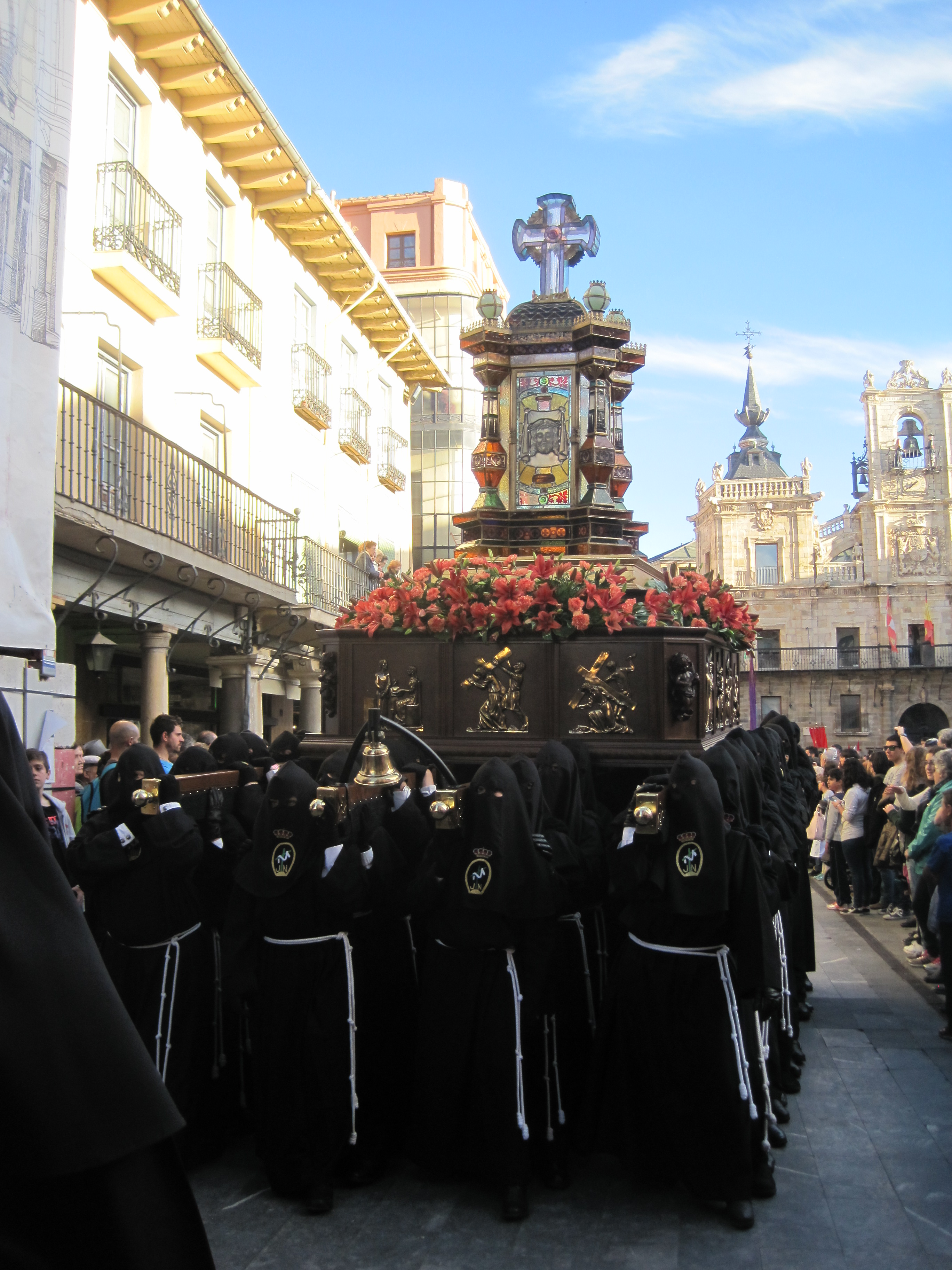
La Farola
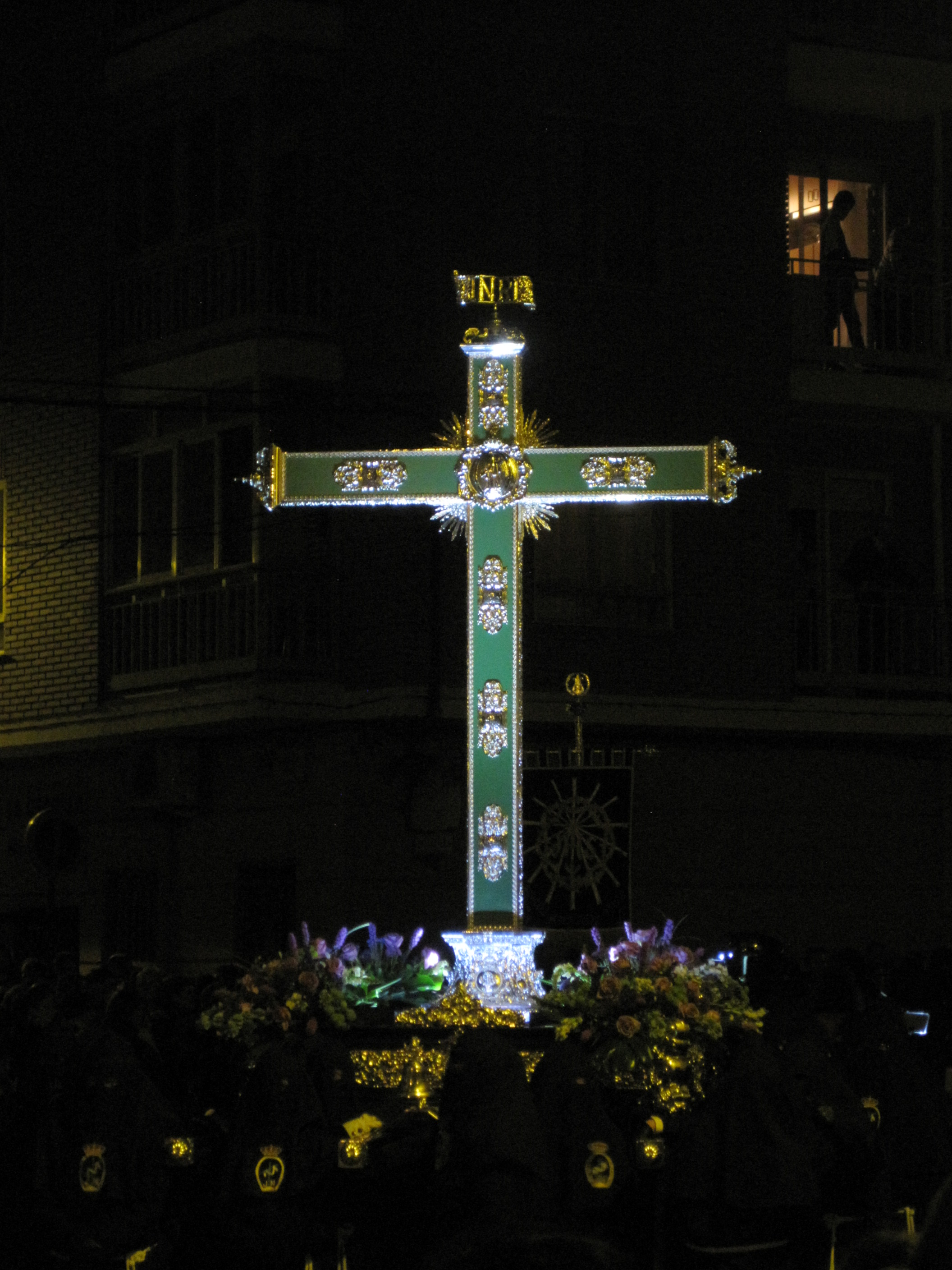
La Cruz Verde